# Hải quan

Ký hiệu quốc tế của Hải quan (thường dùng ở sân bay, cảng...)

Hải quan là một ngành có nhiệm vụ thực hiện kiểm tra, giám sát hàng hóa, phương tiện vận tải, phòng, chống buôn lậu, vận chuyển trái phép hàng hóa qua biên giới. Tổ chức thực hiện pháp luật về thuế đối với hàng hóa xuất khẩu, nhập khẩu, kiến nghị chủ trương, biện pháp quản lý Nhà nước về hải quan đối với hoạt động xuất khẩu, nhập khẩu, xuất cảnh, nhập cảnh, quá cảnh và chính sách thuế đối với hàng hóa xuất khẩu, nhập khẩu.
Địa bàn hoạt động của hải quan bao gồm các khu vực cửa khẩu đường bộ, ga đường sắt liên vận quốc tế, cảng biển quốc tế, cảng sông quốc tế, cảng hàng không dân dụng quốc tế, các địa điểm làm thủ tục hải quan ngoài cửa khẩu, khu chế xuất, kho ngoại quan, kho bảo thuế, khu vực ưu đãi hải quan, bưu điện quốc tế, các địa điểm kiểm tra hàng hoá xuất khẩu, nhập khẩu trong lãnh thổ và trên vùng biển thực hiện quyền chủ quyền của Việt Nam, trụ sở doanh nghiệp khi tiến hành kiểm tra sau thông quan và các địa bàn hoạt động hải quan khác theo quy định của pháp luật.
Trong địa bàn hoạt động hải quan, cơ quan hải quan chịu trách nhiệm kiểm tra, giám sát, kiểm soát đối với hàng hoá, phương tiện vận tải.
Chính phủ quy định cụ thể phạm vi địa bàn hoạt động hải quan.

## Hải quan Việt Nam
Tổng cục Hải quan là cơ quan Chính phủ thực hiện chức năng quản lý Nhà nước về Hải quan, trực thuộc Bộ Tài chính.
Hải quan Việt Nam, tên gọi trước đây là "Sở Thuế quan và Thuế gián thu" được thành lập rất sớm, chỉ 8 ngày sau khi chủ tịch Hồ Chí Minh đọc bản tuyên ngôn độc lập (02/09/1945). Nó thể hiện quyền làm chủ, và là nguồn thu cho ngân sách nhà nước trong buổi ban đầu.